# Jorge Lanata
Pour les articles homonymes, voir Lanata.
Jorge Ernesto Lanata, né à Mar del Plata le 12 septembre 1960 et mort le 30 décembre 2024 à Buenos Aires, est un journaliste et écrivain argentin.

## Biographie
En 1987, quelques années après la chute de la dictature, il est le cofondateur de Página/12, un quotidien progressiste dont il fut le premier directeur,. Il s'éloigne du journal en 1994, avant de fonder l'hebdomadaire Revista Veintitrés (es).
Au tournant des années 2000, il dénonce le paysage médiatique argentin qu'il estime être concentré dans les mains de quelques propriétaire. Il cible notamment l'hégémonie de Clarín, le plus grand groupe médiatique du pays. Il rejoint pourtant le journal phare du groupe en 2012, Clarín, et intègre la chaîne de télévision Canal 13.
Il anime, de 2012 à 2023, l'émission politique et d'investigation Periodismo para todos (es) (PPT, traduit en « Journalisme pour tous ») dans laquelle il dénonce régulièrement les dérives de la politique argentine. En 2013, il présente une enquête sur les malversations de la présidente Cristina Fernández de Kirchner et son prédécesseur et mari Néstor Kirchner, soupçonnés de s'être enrichis de façon illégale à la suite de leur passage à la tête de l'État. Ne pouvant censurer le programme, le pouvoir s'arrangea pour que soit diffusé le même soir, et à la même heure, un match des deux équipes de football les plus populaires du pays (Boca Juniors et River Plate). Cela ne suffit pas et le journaliste d'investigation rassembla 21 % des audiences contre 13 au match de foot, non sans avoir revêtu en guise de clin d'œil la tenue officielle de l'équipe nationale de football pour présenter l’émission. 
Il apparaît dans de petits rôles dans Le Côté obscur du cœur et Medianeras.

### Vie privée
Il découvre après la mort de ses parents qu'il a été adopté, il a alors 55 ans. Il pense que le mutisme de sa mère, après une opération d'une tumeur cérébrale, a provoqué sa vocation pour le journalisme.
Il a des problèmes de santé, notamment coronariens et respiratoires, dès les années 2010 en raison de son tabagisme. Ses excès provoquent son hospitalisation en juin 2024, jusqu'à sa mort six mois plus tard.